# Waterville (Ohio)
Waterville es una ciudad ubicada en el condado de Lucas en el estado estadounidense de Ohio. En el Censo de 2010 tenía una población de 5523 habitantes y una densidad poblacional de 437,24 personas por km².

## Geografía
Waterville se encuentra ubicada en las coordenadas 41°30′5″N 83°44′7″O / 41.50139, -83.73528. Según la Oficina del Censo de los Estados Unidos, Waterville tiene una superficie total de 12.63 km², de la cual 12.14 km² corresponden a tierra firme y (3.85%) 0.49 km² es agua.

## Demografía
Según el censo de 2010, había 5523 personas residiendo en Waterville. La densidad de población era de 437,24 hab./km². De los 5523 habitantes, Waterville estaba compuesto por el 96.72% blancos, el 0.45% eran afroamericanos, el 0.07% eran amerindios, el 0.96% eran asiáticos, el 0.04% eran isleños del Pacífico, el 0.58% eran de otras razas y el 1.18% pertenecían a dos o más razas. Del total de la población el 2.73% eran hispanos o latinos de cualquier raza.